# 1606 Jekhovsky
1606 Jekhovsky eller 1950 RH är en asteroid i huvudbältet som upptäcktes den 14 september 1950 av den franske astronomen Louis Boyer vid Algerobservatoriet. Den har fått sitt namn efter den rysk-franska astronomen Beniamin Zjechovskij.
Asteroiden har en diameter på ungefär 18 kilometer.